# Great Exhibition
Die Great Exhibition (deutsch Londoner Industrieausstellung 1851) vom 1. Mai bis 11. Oktober 1851 im Hyde Park in London war die erste Weltausstellung. Die Ausstellungsfläche betrug 10,5 Hektar. Die offizielle Schlussfeier fand am 15. Oktober statt.
28 Länder mit 17.062 Ausstellern nahmen an der Ausstellung teil. Aufgrund der hohen internationalen Beteiligung wurde die Ausstellung auch bald als World’s Fair bezeichnet. Als Neuheiten wurden u. a. der Telegraf und der erste Kunststoffstuhl aus vulkanisiertem Kautschuk vorgestellt.

## Entstehungsgeschichte
Die Weltausstellung geht auf eine Initiative der britischen Royal Society of Arts zurück, die eine Ausstellung ähnlich der Französischen Industrieausstellung organisieren wollte. Henry Cole unterbreitete den Vorschlag Prinz Albert, Ehemann von Königin Victoria und Präsident der Society of Arts, der sich des Projektes annahm. Als das Projekt 1849 der Öffentlichkeit vorgestellt wurde, war das Echo unter den britischen Industriellen und Geschäftsleuten positiv. Sie sahen die Ausstellung als ideale Plattform, um den weltweiten Freihandel zu fördern.
Organisation und Leitung oblagen einem 24-köpfigen Komitee, der so genannten Royal Commission, die von der Königin eingesetzt wurde, was dem Projekt auch staatliche Autorität verlieh. Die Finanzierung hingegen erfolgte – ganz wie es den Prinzipien des Wirtschaftsliberalismus entsprach – rein privat. Auch die zum Schutz der Ausstellung eingesetzten Polizisten wurden von den Veranstaltern bezahlt.

## Crystal Palace

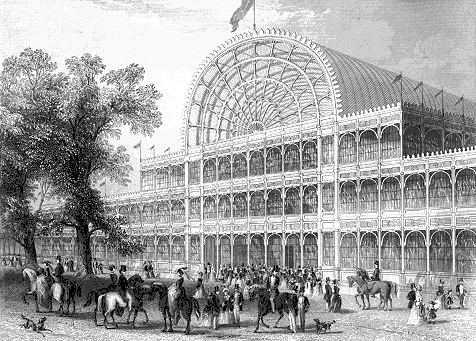
Außenansicht des Crystal Palace im Hyde Park bei der Weltausstellung 1851

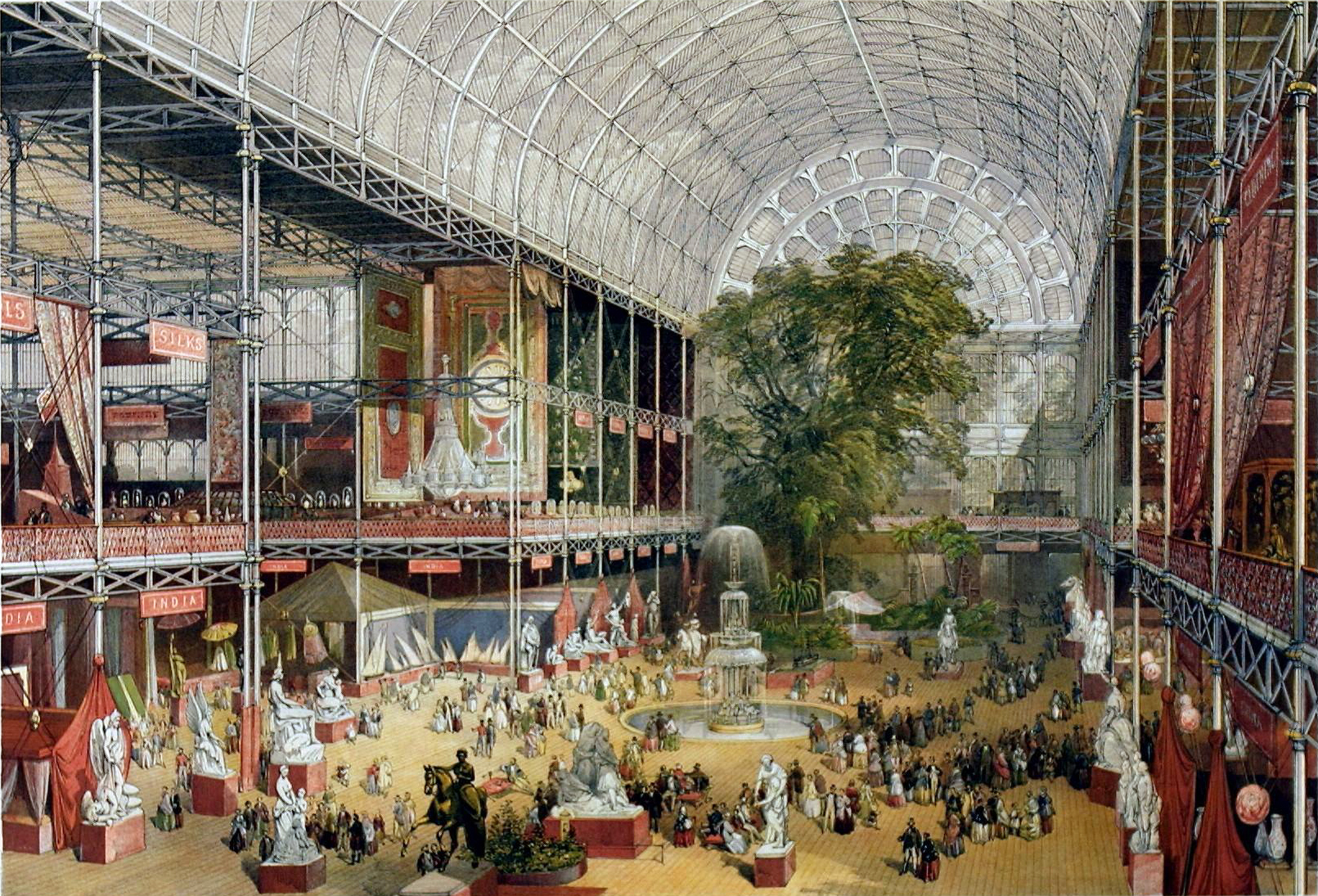
Innenansicht des Crystal Palace während der Weltausstellung

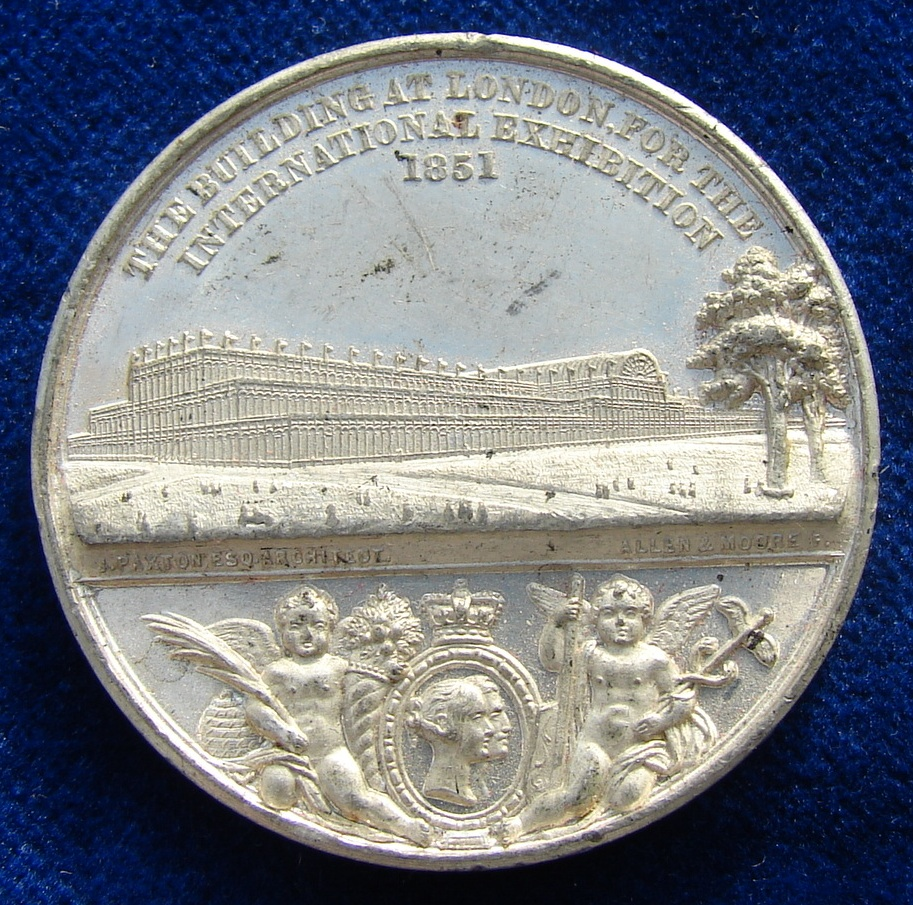
Der Crystal Palace von 1851 auf einer Medaille zur Weltausstellung von Allen & Moore, Vorderseite

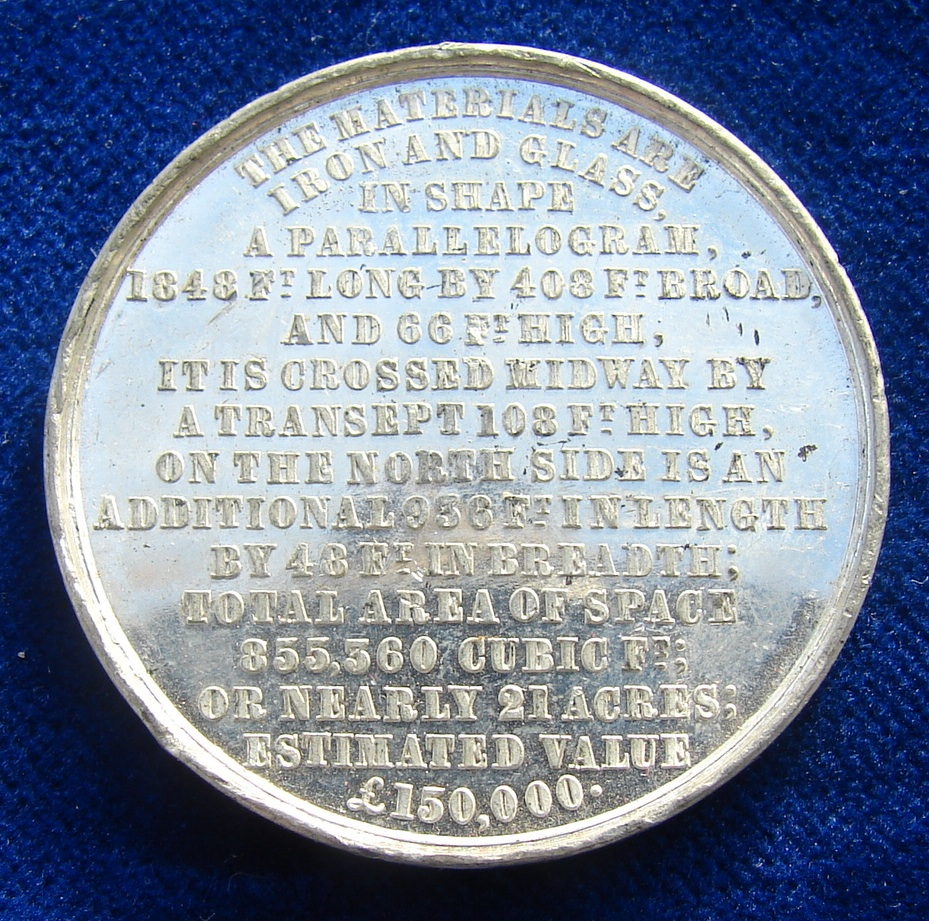
Der Crystal Palace von 1851 auf einer Medaille zur Weltausstellung von Allen & Moore, Rückseite

Das Wahrzeichen der 1. Weltausstellung war das Ausstellungsgebäude selbst. Die Ausstellung wäre aber beinahe an der Wahl des Gebäudes gescheitert. Das Baukomitee hatte im Vorfeld der Ausstellung keinen der ungefähr 250 eingereichten Entwürfe für gut befunden und sich schließlich für seinen eigenen entschieden. Der Entwurf der Kommission war massig und monumental und verursachte bei der Veröffentlichung große Entrüstung, weil so ein Gebäude nicht in den Hyde Park passe, hohe Kosten verursache und sich in der noch verbleibenden Zeit kaum noch verwirklichen lasse. Die Kritik an der Weltausstellung, die bereits vorher vorhanden gewesen war, lebte erneut auf. Am 4. Juli 1850 wurde im Parlament debattiert, ob die Ausstellung überhaupt stattfinden solle. Die Royal Commission setzte sich mit dem Argument durch, dass eine Verschiebung schlecht für die nationale Ehre sei. Zudem tauchte etwa zur selben Zeit ein neuer Entwurf für ein Ausstellungsgebäude auf, der die Nachteile des Kommissionsentwurfs überwunden hatte.
Joseph Paxton, der als Gartenarchitekt Erfahrungen mit Gewächshäusern hatte, legte einen Entwurf im Stil der Gusseisen-Architektur ganz aus Glas und Gusseisen vor, der von Charles Fox in nur 17 Wochen aus vorgefertigten Bauteilen errichtet werden konnte. Der Kristallpalast, wie das gewächshausartige Gebäude von Londoner Zeitungen bald getauft wurde, war 563 m lang und 124 m breit. Ursprünglich war das Gebäude mit einem Flachdach geplant. Das charakteristische Tonnengewölbe über dem Transept, dem Querschiff des Gebäudes, war erst später hinzugefügt worden. Grund dafür waren einige alte Ulmen, die auf dem geplanten Ausstellungsgelände standen und die vor der Abholzung verschont werden sollten.
Grundeinheit des Palastes waren Quadrate von 24 Fuß Seitenlänge (ungefähr 7,3 m). Die Grundfläche bestand aus 77 × 17 solcher Grundeinheiten. Die Aufteilung der Ausstellungsräume spiegelte sich in diesen Einheiten wider. Die Räume setzen sich aus einem Vielfachen dieser Grundeinheiten zusammen. Insgesamt standen mehr als 1600 solcher Quadrate zur Verfügung, was einer Fläche von etwa 80.000 Quadratmetern entsprach.
Nach der Ausstellung wurde das Gebäude abgebrochen, mit einigen Veränderungen in Sydenham wieder aufgebaut und als Museum verwendet. 1936 brannte der Kristallpalast ab.

## Teilnehmende Länder und Aussteller
Industrieausstellungen hatte es zwar auch schon früher gegeben, sie hatten bis dahin aber eher nationalen Charakter wie zum Beispiel die französischen Industrieausstellungen seit 1798. Im Unterschied dazu war die Great Exhibition von Anfang an als internationale Ausstellung geplant. An der Ausstellung beteiligten sich 94 Länder, darunter souveräne Staaten wie England, Frankreich, Belgien und die Schweiz, aber auch abhängige Gebiete wie Indien, Algerien, Ceylon etc. Einzeln gezählt wurden auch die britischen Kanalinseln und die deutschen Einzelstaaten, obwohl sich einige von ihnen an der Ausstellung im Zollverein gemeinsam präsentierten.
Mehr als die Hälfte des Gebäudes (darunter fast der gesamte westliche Flügel und das Querschiff) war dem britischen Empire vorbehalten. Aus Großbritannien, Irland und den britischen Kolonien kamen knapp 8500 Aussteller, etwa so viele, wie aus allen anderen Ländern zusammengenommen.
Es wurden Ausstellungsstücke aus den Kategorien Maschinen, Rohstoffe, Fabrikate und bildende Kunst gezeigt. Besonderes Gewicht kam den Maschinen zu, nicht zuletzt, weil Großbritannien auf diesem Gebiet führend war, aber auch neue Erfindungen wie etwa ein Schlauchboot oder handwerkliche Erzeugnisse nahmen einen wichtigen Platz ein.

### Zeitgenössische Berichte
- Friedrich Wilhelm Hackländer: Krieg und Frieden. Krabbe, Stuttgart 1859, Band 2: London 1851: Weltausstellung (PDF-Datei; 1,35 MB)
- Louis Dannenberg: Unsere Reise von Berlin nach London zur Industrie-Weltausstellung 1851. Aus der Handschrift des Verfassers gesetzt, mit einem Nachwort und einem kommentierten Register versehen von Karl-Robert Schütze. Berlin 2000, ISBN 3-928589-13-X.

### Sekundärliteratur
- Franz Bosbach, John R. Davis (Hrsg.): Die Weltausstellung von 1851 und ihre Folgen. Saur, München 2002, ISBN 3-598-21420-0.
- John R. Davis: The Great Exhibition. Sutton, Stroud 1999, ISBN 0-7509-1614-1.
- Erik Mattie: Weltausstellungen. Stuttgart 1998, ISBN 3-7630-2358-5.
- Utz Haltern: Die Londoner Weltausstellung von 1851. Aschendorff, Münster 1971, ISBN 3-402-05366-7.
- Winfried Kretschmer: Geschichte der Weltausstellungen. Campus, Frankfurt am Main 1999, ISBN 3-593-36273-2.
- Arndt Mersmann:  'A true test and a living picture': Repräsentationen der Londoner Weltausstellung von 1851. WVT, Trier 2001, ISBN 3-88476-407-1.
- Nicola Squicciarino: La great exhibition del 1851. Una svolta epocale nella comunicazione. Armando Editore, Rom 2014, ISBN 978-88-6677-374-0.